# لي جونستون
لي جونستون (بالإنجليزية: Lee Johnston)‏ (17 نوفمبر 1992 في الولايات المتحدة - ) هو لاعب كرة قدم أمريكي في مركز حراسة المرمى.

## وصلات خارجية
- لي جونستون على موقع قاعدة بيانات كرة القدم.إي يو (الإنجليزية)